# 楊暄 (崇禎進士)
楊暄（？—1643年），字杏園，山西汝寧府澤州高平縣人，明朝政治人物。

## 生平
楊暄是崇禎九年（1636年）山西鄉試第五名舉人，十三年（1640年）成進士，獲授渭南知縣。當時發生饑荒，他盡力拯救，又緝拿奸人杖斃，令人民安寧。之後他在考核名列關中第一，十六年（1643年）六月李自成抵達渭南，他剛擢任兵部主事而尚未出發，因此命令子弟固守城池；不久邑民打開城門迎接闖軍，遭擒拿後拒絕交出印信，大罵對方而死。
他年少研讀《春秋》，為文深奧澹折，晚年登第後為國家死節，得追贈陝西按察僉事，恩蔭其子享受渭南廟食。

## 引用
1. ↑  《崇禎十三年庚辰科進士三代履歷》：杨暄，曾祖梅；祖倫；父朝光。杏園，春秋房，丁酉年六月初六日生，高平县人，丙子五名，会试一百四十六名，三甲六十六名。吏部观政，本年授陕西渭南知县。
2. 1 2  乾隆《高平縣志·卷十三·人物》：楊暄，字杏圍，崇禎十三年進士。知渭南縣，歲大凶，力為拯救；緝奸人斃於杖，民稍獲安。考最關中第一，十六年六月李自成抵渭南，暄已擢兵部主事未行，籍子弟嬰城固守；邑人開門迎賊被執，索印不與詬罵死。暄少治春秋，為文巒深澹折，晚歲登第奉職死節，贈陝西按察僉事，廕子廟食渭南。
3. ↑  乾隆《高平縣志·卷十二·選舉》：楊暄 崇禎九年丙子科（舉人），見進士